# Ermenek Çayı
Der Ermenek Çayı ist der größte Nebenfluss des Göksu in den südtürkischen Provinzen Antalya, Karaman, Konya und Mersin.
Der Ermenek Çayı entspringt im Süden der Provinz Konya im Geyik-Dağları, einem Gebirgszug des Taurusgebirges. Der Fluss verläuft anfangs in südlicher Richtung. Er passiert die Ortschaft Çamiçi im Landkreis Hadim. Der Ermenek Çayı fließt ein Stück durch die Provinz Antalya und wendet sich dabei nach Osten. Er überquert die Provinzgrenze nach Karaman. Später wird der Ermenek Çayı von der Ermenek-Talsperre und der Gezende-Talsperre aufgestaut.
Am Unterlauf des Ermenek Çayı, unterhalb der Gezende-Talsperre, befinden sich drei Wasserkraftwerke (Azmak-1, Azmak-2, Kirpilik). Die Wasserkraftwerke liegen jeweils direkt an einem Wehr und wurden speziell so konzipiert, damit ein möglichst geringer Eingriff in den Flusslauf und in die Umwelt entsteht. Die Gesamtkapazität liegt bei 24,3 MW.
Der Ermenek Çayı mündet schließlich südlich von Mut in den aus Norden kommenden Göksu.

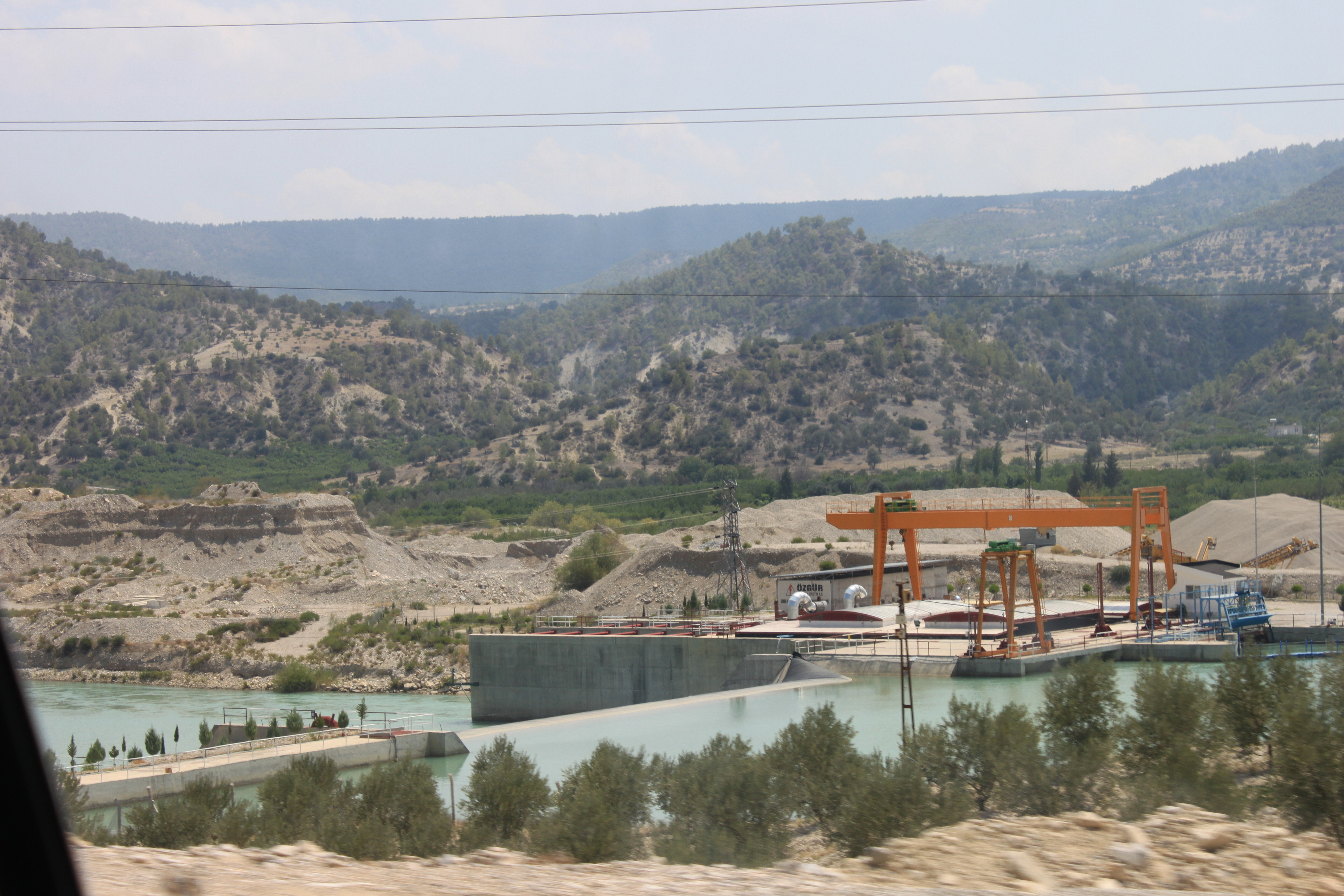
Ermenek Staustufe Azmak bei Zeytinçukuru (Stadt Mut)

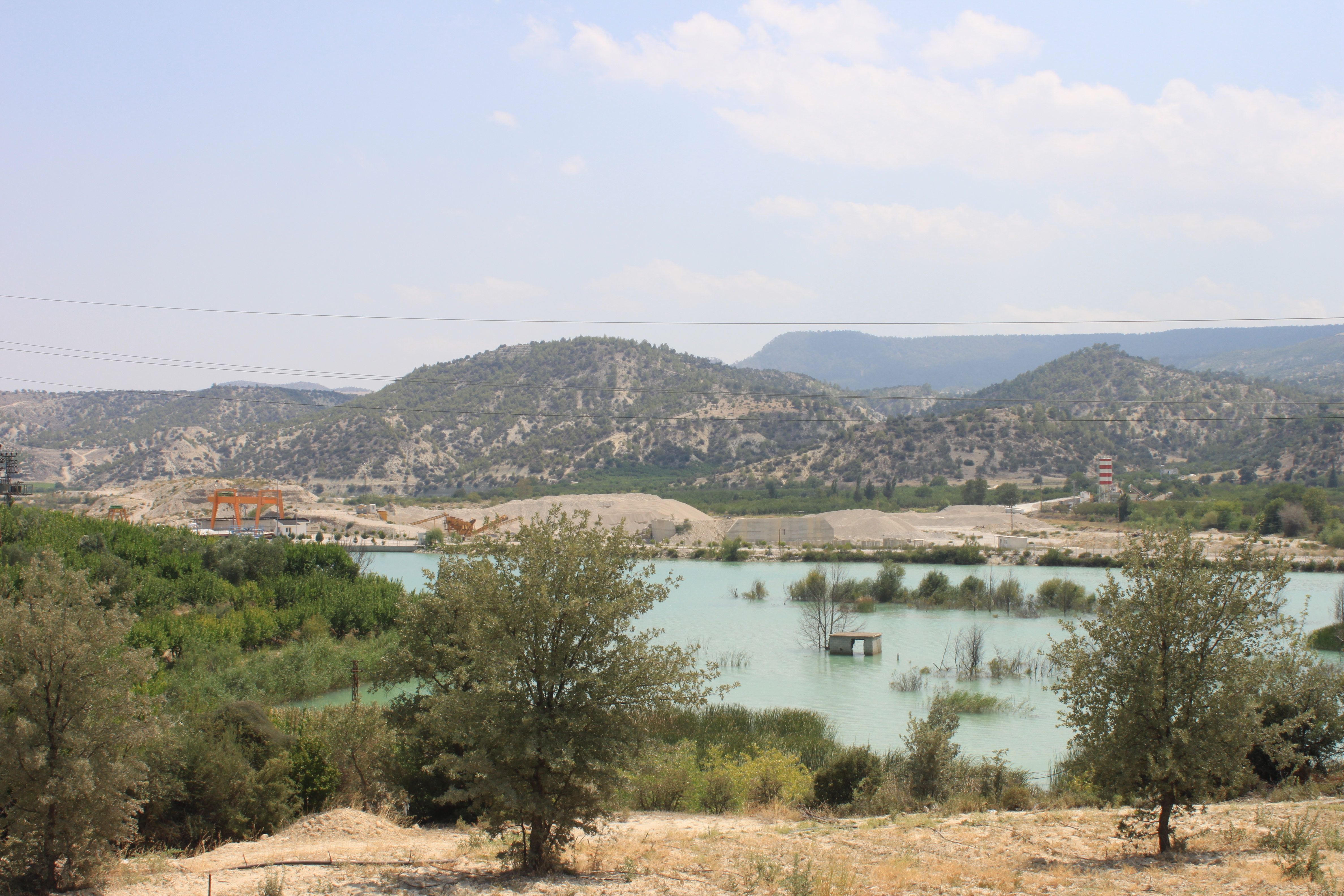
Ermenek Staustufe Azmak bei Zeytinçukuru (Stadt Mut)